# Шиман, Леонид Николаевич
Леонид Николаевич Шиман (укр. Леонід Миколайович Шиман; род. 13 октября 1959, Шостка, Сумская область) — директор государственного предприятия «Научно-производственное объединения „Павлоградский химический завод“» (Днепропетровская область) — главный конструктор ракетных двигателей твердого топлива. Герой Украины (2013). Кандидат технических наук (2000).

## Биография
Родился 13 октября 1959 года в городе Шостка Сумской области Украинской ССР.
Учась в обычной школе, занимался сразу в двух ДЮСШ. Получил спортивные разряды по легкой и тяжелой атлетикам, кандидат в мастера спорта по волейболу и футболу.
После окончания 8-го класса поступил в техникум, где получил специальность «аппаратчик нитрации нитроцеллюлозы». В 1985 году окончил Казанский химико-технологический институт по специальности «химия и технология высокомолекулярных соединений», получив квалификацию инженера-технолога.
После окончания института работал на Павлоградском химическом заводе и по сейчас работает.

## Награды
- Звание Герой Украины с вручением ордена Державы (24 августа 2013 года) — за выдающийся личный вклад в развитие отечественной промышленности, внедрение современных технологий в производство, весомые трудовые достижения[2]
- Награждён орденом «За заслуги» II степени (Указ № 117 от 2.05.2018)[3]
- Награждён орденом «За заслуги» III степени (Указ Президента Украины № 847/2008 от 10.09.2009)[4]
- Имеет почётное звание «Заслуженный работник промышленности Украины» (Указ № 1062 от 21.09.2004)[5]